# Katzenbach (Biedenkopf)
Katzenbach (mundartlich Katzeboch) ist ein Weiler im Hessischen Hinterland und als solcher ein Stadtteil der Stadt Biedenkopf im mittelhessischen Landkreis Marburg-Biedenkopf. Er trägt denselben Namen wie der Bach, der etwa 300 Meter oberhalb des Ortes entspringt und bei Buchenau in die Lahn mündet.

## Geschichte

### Ortsgeschichte
Bekanntermaßen erstmals erwähnt wurde der Name Katzenbach im Jahre 1456 im Zusammenhang mit einem landgräflichen Hof. Zu dieser Zeit gehörte der Ort zum Gericht Dautphe.
1660 ließ Landgraf Ludwig VI. (Hessen-Darmstadt) ein einfaches Jagdhaus errichten und schließlich zum Jagdschloss Katzenbach ausbauen. Zusammen mit einigen zugehörigen Gebäuden (Zeughaus, Reitstall, Scheune, Küche, Waschhaus, Remise, Holzschuppen und Backofen) wurde es Burg genannt.

114 Jahre später, 1774, wurde das Jagdhaus von Landgraf Ludwig IX. (Hessen-Darmstadt) auf Abbruch verkauft. Das heißt, die Häuser wurden rückgebaut und von den neuen Besitzern etwa in Biedenkopf in der Hainstraße oder in Friedensdorf an der Neumühle wieder aufgebaut.
Hessische Gebietsreform (1970–1977)
Im Zuge der Gebietsreform in Hessen wurde zum 31. Dezember 1971 die bis dahin selbständige Gemeinde Katzenbach in die Gemeinde Buchenau (Lahn) eingegliedert. Zum 1. Juli 1974 wurde die Gemeinde Buchenau (Lahn) kraft Landesgesetz aufgelöst. Fast die gesamte Gemeinde mit damals mehr als 1500 Einwohnern kam zur neu entstandenen Gemeinde Dautphetal. Der Ortsteil Katzenbach mit damals etwa 25 Einwohnern wurde in die Stadt Biedenkopf als Ortsteil eingegliedert.
Für Katzenbach wurde kein Ortsbezirk gebildet.

### Verwaltungsgeschichte im Überblick
Die folgende Liste zeigt die Staaten und Verwaltungseinheiten, denen Katzenbach angehört(e):
- vor 1567: Heiliges Römisches Reich, Landgrafschaft Hessen, Amt Biedenkopf, Gericht Dautphe
- ab 1567: Heiliges Römisches Reich, Landgrafschaft Hessen-Marburg, Amt Biedenkopf, Gericht Dautphe[10]
- 1604–1648: strittig zwischen Hessen-Kassel und Hessen-Darmstadt (Hessenkrieg)
- ab 1604: Heiliges Römisches Reich, Landgrafschaft Hessen-Kassel, Amt Biedenkopf, Gericht Dautphe
- ab 1627: Heiliges Römisches Reich, Landgrafschaft Hessen-Darmstadt, Oberfürstentum Hessen, Amt Biedenkopf, Gericht Dautphe[11]
- ab 1806: Großherzogtum Hessen,[Anm. 2] Fürstentum Oberhessen, Amt Biedenkopf, Gericht Dautphe
- ab 1815: Großherzogtum Hessen, Provinz Oberhessen, Amt Biedenkopf, Gericht Dautphe
- ab 1821: Provinz Oberhessen, Landratsbezirk Battenberg[Anm. 3]
- ab 1832: Großherzogtum Hessen, Provinz Oberhessen, Kreis Biedenkopf
- ab 1848: Großherzogtum Hessen, Regierungsbezirk Biedenkopf
- ab 1852: Großherzogtum Hessen, Provinz Oberhessen, Kreis Biedenkopf
- ab 1867: Königreich Preußen,[Anm. 4] Provinz Hessen-Nassau, Regierungsbezirk Wiesbaden, Kreis Biedenkopf (übergangsweise Hinterlandkreis)[11]
- ab 1871: Deutsches Reich, Königreich Preußen, Provinz Hessen-Nassau, Regierungsbezirk Wiesbaden, Kreis Biedenkopf
- ab 1918: Deutsches Reich (Weimarer Republik), Freistaat Preußen, Provinz Hessen-Nassau, Regierungsbezirk Wiesbaden, Kreis Biedenkopf
- ab 1932: Deutsches Reich, Freistaat Preußen, Provinz Hessen-Nassau, Regierungsbezirk Wiesbaden, Kreis Dillenburg
- ab 1933: Deutsches Reich, Freistaat Preußen, Provinz Hessen-Nassau, Regierungsbezirk Wiesbaden, Kreis Biedenkopf
- ab 1938: Deutsches Reich, Volksstaat Hessen, Landkreis Biedenkopf[12][Anm. 5]
- ab 1944: Deutsches Reich, Freistaat Preußen, Provinz Nassau, Landkreis Biedenkopf
- ab 1945: Amerikanische Besatzungszone,[Anm. 6] Groß-Hessen, Regierungsbezirk Wiesbaden, Landkreis Biedenkopf
- ab 1949: Bundesrepublik Deutschland, Land Hessen (seit 1946), Regierungsbezirk Wiesbaden, Landkreis Biedenkopf
- ab 1968: Bundesrepublik Deutschland, Land Hessen, Regierungsbezirk Darmstadt, Landkreis Biedenkopf
- ab 1972: Bundesrepublik Deutschland, Land Hessen, Regierungsbezirk Darmstadt, Landkreis Biedenkopf, Gemeinde Buchenau[Anm. 7]
- ab 1974: Bundesrepublik Deutschland, Land Hessen, Regierungsbezirk Kassel, Landkreis Marburg-Biedenkopf, Stadt Biedenkopf[Anm. 8]
- ab 1981: Bundesrepublik Deutschland, Land Hessen, Regierungsbezirk Gießen, Landkreis Marburg-Biedenkopf

## Bevölkerung

### Einwohnerentwicklung
| Quelle: Historisches Ortslexikon |                                                                      |
| • 1577:                          | 04 Hausgesesse                                                       |
| • 1603:                          | 04 dreispännige Hofleute                                             |
| • 1630:                          | 04 Hausgesesse. 4 zweispännige landgräfliche, 4 döring'sche Hofleute |
| • 1677:                          | 04 Hausgründe, 2 Witwen                                              |
| • 1742:                          | 04 Haushalte                                                         |

| Katzenbach: Einwohnerzahlen von 1834 bis 2011 | Katzenbach: Einwohnerzahlen von 1834 bis 2011 | Katzenbach: Einwohnerzahlen von 1834 bis 2011 | Katzenbach: Einwohnerzahlen von 1834 bis 2011 | Katzenbach: Einwohnerzahlen von 1834 bis 2011 |
| --- | --------------------------------------------- | --------------------------------------------- | --------------------------------------------- | --------------------------------------------- |
| Jahr |                                               |                                               |                                               | Einwohner                                     |
| 1834 | 1834                                          |                                               | 33                                            | 33                                            |
| 1840 | 1840                                          |                                               | 38                                            | 38                                            |
| 1846 | 1846                                          |                                               | 46                                            | 46                                            |
| 1852 | 1852                                          |                                               | 46                                            | 46                                            |
| 1858 | 1858                                          |                                               | 42                                            | 42                                            |
| 1864 | 1864                                          |                                               | 41                                            | 41                                            |
| 1871 | 1871                                          |                                               | 27                                            | 27                                            |
| 1875 | 1875                                          |                                               | 35                                            | 35                                            |
| 1885 | 1885                                          |                                               | 32                                            | 32                                            |
| 1895 | 1895                                          |                                               | 22                                            | 22                                            |
| 1905 | 1905                                          |                                               | 28                                            | 28                                            |
| 1910 | 1910                                          |                                               | 30                                            | 30                                            |
| 1925 | 1925                                          |                                               | 24                                            | 24                                            |
| 1939 | 1939                                          |                                               | 23                                            | 23                                            |
| 1946 | 1946                                          |                                               | 30                                            | 30                                            |
| 1950 | 1950                                          |                                               | 21                                            | 21                                            |
| 1956 | 1956                                          |                                               | 20                                            | 20                                            |
| 1961 | 1961                                          |                                               | 22                                            | 22                                            |
| 1967 | 1967                                          |                                               | 26                                            | 26                                            |
| 1971 | 1971                                          |                                               | 23                                            | 23                                            |
| 1980 | 1980                                          |                                               | ?                                             | ?                                             |
| 1990 | 1990                                          |                                               | ?                                             | ?                                             |
| 2000 | 2000                                          |                                               | ?                                             | ?                                             |
| 2011 | 2011                                          |                                               | 18                                            | 18                                            |
| Datenquelle: Historisches Gemeindeverzeichnis für Hessen: Die Bevölkerung der Gemeinden 1834 bis 1967. Wiesbaden: Hessisches Statistisches Landesamt, 1968. Weitere Quellen: LAGIS; Stadt Biedenkopf: 1971; Zensus 2011 |                                               |                                               |                                               |                                               |

### Einwohnerstruktur 2011
Nach den Erhebungen des Zensus 2011 lebten am Stichtag, dem 9. Mai 2011, in Katzenbach 18 Einwohner. Darunter waren keine Ausländer.
Nach dem Lebensalter waren 3 Einwohner unter 18 Jahren, 9 zwischen 18 und 49, 6 zwischen 50 und 64 und kein Einwohner war älter.
Die Einwohner lebten in 9 Haushalten. Davon waren 6 Singlehaushalte, keine Paare ohne Kinder und 3 Paare mit Kindern, sowie keine Alleinerziehende und keine Wohngemeinschaften. In keinem Haushalt lebten ausschließlich Senioren und in 9 Haushalten lebten keine Senioren.

### Historische Religionszugehörigkeit
| Quelle: Historisches Ortslexikon |                                             |
| • 1885:                          | 32 evangelische (= 100 %) Einwohner         |
| • 1961:                          | 21 evangelische, ein katholischer Einwohner |

### Historische Erwerbstätigkeit
| • 1961: | Erwerbspersonen: 15 Land- und Forstwirtschaft, 1 produzierendes Gewerbe. |

## Wappen
Am 24. Juni 1963 genehmigte der Hessische Minister des Innern das Wappen mit folgender Beschreibung:
| Wappen von Katzenbach | Blasonierung: „In Rot ein nach rechts schreitender weißer Hirsch über einem goldenen Schildfuß mit blauem Wellenbalken.“ |
| Wappen von Katzenbach | Wappenbegründung: Das Wappen von Katzenbach vereinigt historische und landschaftliche Elemente. Der Hirsch symbolisiert die reichen Wälder und zugleich das ehemalige Jagdschloss der Grafen von Hessen, auf den Ortsnamen deutet der im Schildfuß sichtbare Bachlauf hin. |